# Конрад (пфальцграф Рейнський)
Конрад фон Гогенштауфен (нім. Konrad der Staufer; 1134/1136 — 8/9 листопада 1195) — 8-й пфальцграф Рейнський в 1156—1195 роках.

## Життєпис
Походив з роду Гогенштауфенів. Син Фрідріха II, герцога Швабії, та його другої дружини Агнеси фон Саарбрюкен. Народився між 1134 та 1136 роком в Альцаї. Розпочав кар'єру при дворі свого стрийка Конрада III, короля Німеччини. Після смерті батька 1147 року успадкував володіння у Франконії,  що були посагом Агнеси фон Саарбрюкен.
Підтримував зведеного брата Фрідріха, який 1152 року став новим імператором Священної Римської імперії. Натомість той на рейхстазі в Регенсбурзі 1156 року надав Конраду пфальцграфство Рейнське. Крім того, імператор поступився частиною родинного майна у Шпейєргау та Вормсгау. В тому ж році намагався захопити володіння Філіппа фон Гайнсберга, проте марно. Одружився з представницею роду Шпонгайм, але дружина померла близько 1159 року.
1160 року одружився з представницею впливового графського роду Геннебергів. Завдяки цьому отримав права на посаду імператорського фогта Лорського абатства. Продовжив політику попередників щодо зміцнення влади пфальцграфа, внаслідок чого вступив у конфлікт з Гілліном фон Фальмане, архієпископом Тріра, щодо земель біля Мозеля. 1164 року почалося протистояння з Райнальдом фон Дасселем, архієпископом Кельна, щодо важливого замку Рейнек. Але під час зустрічі біля Андернаху з військом останнього Конрад фогн Гогенштауфен не наважився вступити у бій.
Десь у 1170-х роках заснував місто Гайдельберг. Підтримував перемовини з сусідніми графствами Франції та імперії під час протистояння імператора з папою римським Олександром III. У 1180-х роках допомагав приборкати Філіппа I, архієпископа Кельнського.
У 1191 році підтримав небожа Генріха при обранні королем, а згодом імператором. Помер 1195 року.

## Родина
1 Дружина — донька графа Готфріда I фон Шпонгайма.
Діти:
- Готфрід (д/н—1187/1188)

2 Дружина — Ірмінгарда, донька Бертольда I фон Геннеберга, бургграфа Вюрцбургу.
Діти:
- Фрідріх (пом. до 1189)
- Конрад (д/н — бл. 1186)
- Агнес (д/н—1204), дружина Генріха Вельфа